# Serjania minutiflora
Serjania minutiflora är en kinesträdsväxtart som beskrevs av Ludwig Radlkofer. Serjania minutiflora ingår i släktet Serjania och familjen kinesträdsväxter. Inga underarter finns listade i Catalogue of Life.